# Charaxes genovefae
Charaxes genovefae är en fjärilsart som beskrevs av Jacques Plantrou 1979. Charaxes genovefae ingår i släktet Charaxes och familjen praktfjärilar. Inga underarter finns listade i Catalogue of Life.